# 12ª Mostra internazionale d'arte cinematografica di Venezia
La 12ª edizione della Mostra internazionale d'arte cinematografica di Venezia si è svolta a Venezia, Italia, dal 20 agosto al 10 settembre del 1951.
Il premio al Miglior Film continua a chiamarsi "Leone di San Marco".
Molti i film celebri in concorso: Rashomon di Akira Kurosawa (premiato come Miglior Film), L'asso nella manica di Billy Wilder, Nata ieri di George Cukor, Un tram che si chiama Desiderio di Elia Kazan, Teresa di Fred Zinnemann, Il diario di un curato di campagna di Robert Bresson, Il fiume di Jean Renoir, La 14ª ora di Henry Hathaway.

## Giuria e premi
La giuria era così composta:

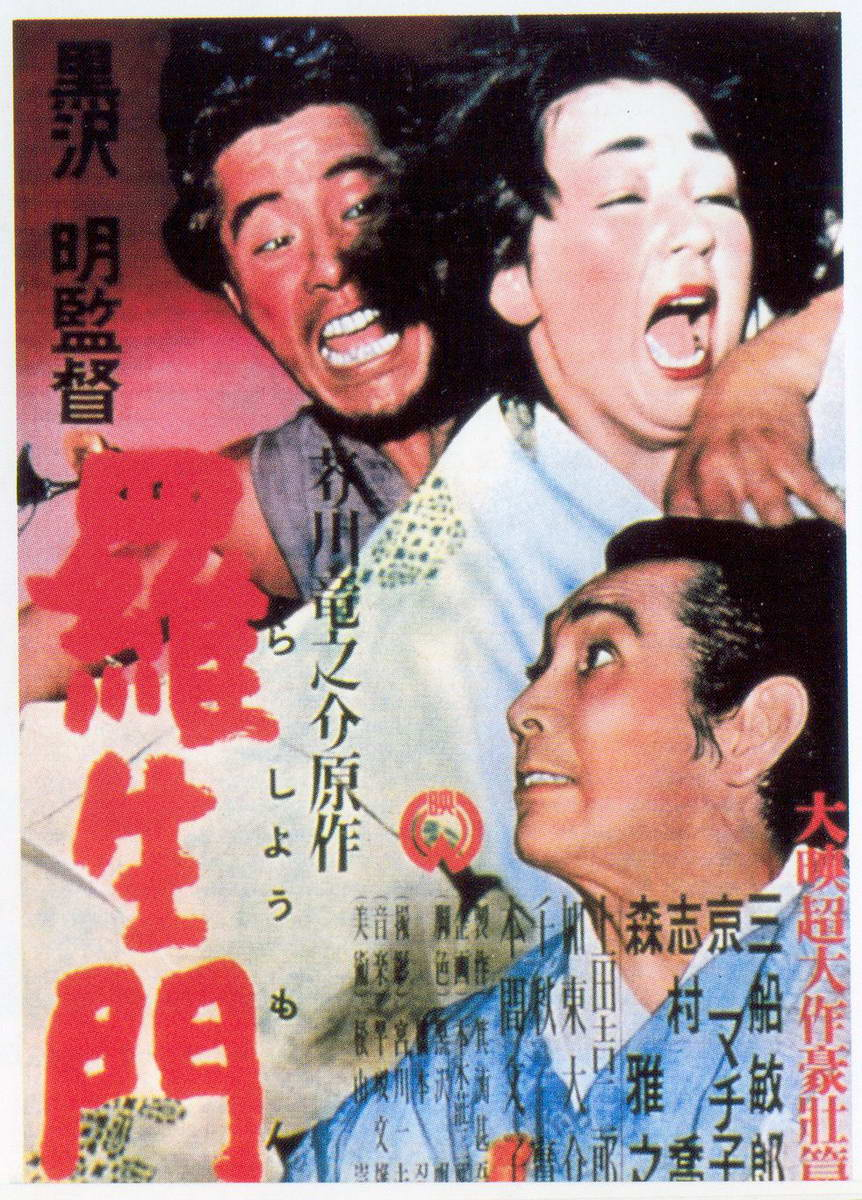
Rashōmon, Leone di San Marco 1951

- Mario Gromo (presidente, Italia), Antonio Baldini, Ermanno Contini, Fabrizio Dentice, Piero Gadda Conti, Vinicio Marinucci, Gian Gaspare Napolitano, Gian Luigi Rondi, Giorgio Vigolo (Italia).

I principali premi distribuiti furono:
- Leone d'oro (Leone di San Marco) al miglior film: Rashomon di Akira Kurosawa
- Coppa Volpi al miglior attore: Jean Gabin per La notte è il mio regno
- Coppa Volpi alla miglior attrice: Vivien Leigh per Un tram che si chiama Desiderio
- Leone d'argento - Gran premio della giuria: Un tram che si chiama Desiderio di Elia Kazan
- Miglior Film Italiano: La città si difende di Pietro Germi
- Premio Internazionale per Il fiume di Jean Renoir

## Film in concorso
| - Paura (Sangre negra/Native Son), regia di Pierre Chenal - Angela (Ângela), regia di Abilio Pereira de Almeida e Tom Payne - Oyster man (cortometraggio) - Café paradis (Det sande ansigt), regia di Bodil Ipsen e Lau Lauritzen Jr. - André Gide (Avec André Gide), regia di Marc Allégret - Barbablù (Barbe-bleue), regia di Christian-Jaque - La chèvre de Monsieur Seguin, regia di François Gir - La notte è il mio regno (La nuit est mon royaume), regia di Georges Lacombe - Ragazzo selvaggio (Le garçon sauvage), regia di Jean Delannoy - Il diario di un curato di campagna (Le journal d'un curé de campagne), regia di Robert Bresson - Rashômon (Rasho Mon), regia di Akira Kurosawa - Exploring the instruments [Film contenitore: Science in the orchestra (1950)], regia di Alex Strasser - Hearing the orchestra (come sopra), regia di Alex Strasser - Looking at sounds (come sopra), regia di Alex Strasser - Assassinio nella cattedrale (Murder in the cathedral), regia di George Hoellering - No resting place, regia di Paul Rotha - L'incredibile avventura di Mr. Holland (The lavender hill mob), regia di Charles Crichton - Quelli che mai disperano (White corridors), regia di Pat Jackson - Il fiume (Le Fleuve/The River), regia di Jean Renoir - Ir ha'ohelim, regia di Leopold Lahola | - La città si difende, regia di Pietro Germi - Legni sulla neve - L'epeire (il ragno) (cortometraggio) - Ombre sul Canal Grande, regia di Glauco Pellegrini - Parigi è sempre Parigi, regia di Luciano Emmer - Una lettera dall'Africa, regia di Leonardo Bonzi - Viaggio in Africa, regia di Pietro Francesco Mele - Decak mita, regia di Rados Novakovic - Otello (Othello), regia di Orson Welles - De dijk is dicht, regia di Anton Koolhaas - Questi nostri genitori (Das Doppelte Lottchen), regia di Josef von Báky - Un uomo perduto (Der Verlorene), regia di Peter Lorre - Herbstgedanken, regia di Peter Pewas - La femmina del porto (Lockende Gefahr), regia di Eugen York - La corona nera (La corona negra), regia di Luis Saslavsky - Niebla y sol, regia di José María Forqué - L'asso nella manica (Ace in the Hole), regia di Billy Wilder - Alice nel Paese delle Meraviglie (Alice in Wonderland), regia di Clyde Geronimi, Hamilton Luske e Wilfred Jackson - Un tram che si chiama Desiderio (A Streetcar named Desire), regia di Elia Kazan - Nata ieri (Born Yesterday), regia di George Cukor - 14ª ora (Fourteen Hours), regia di Henry Hathaway - Monarch Butterfly Story, regia di William A. Anderson (cortometraggio) - Seminoles Of The Everglades, regia di Alan Shilin (cortometraggio) - Teresa (Teresa), regia di Fred Zinnemann - The Magnetic Tide, regia di Dorothy Silverstone (cortometraggio) |

## Ciclo di proiezioni dedicate a registi italiani all'estero
- Caiçara (Caiçara), regia di Adolfo Celi
- Risate in paradiso (Laughter in Paradise), regia di Mario Zampi
- Gli amanti del fiume (Les amants de bras-mort), regia di Marcello Pagliero
- Il medium (The Medium), regia di Gian Carlo Menotti

## 2ª Mostra Internazionale del Film Scientifico e del Documentario d'Arte
- 6000 Ans de Civilisation, regia di Ahmed Korchid (cortometraggio)
- Negli abissi del Mar Rosso (Under the Red Sea/Abenteuer Im Roten Meer),  regia di Hans Hass Premio internazionale per il miglior documentario lungometraggio (1951)
- Accent On Asia, regia di Mohan Whadvani (cortometraggio)
- Acciaio, regia di Vittorio Gallo (cortometraggio)
- Activity for Schizophrenia (cortometraggio)
- Advance, Australia (cortometraggio)
- Animals Unlimited, regia di Maurice T. Groen (cortometraggio)
- (la lista completa della rassegna è costituita da altri 158 titoli)

## 3º Festival Internazionale Film per Ragazzi
- Aerlighed Varer Længst
- Andy's Animal Alphabet (1950)
- Boxing For Boys
- Care Of Hair And Nails (1951)
- Chamaleon
- Come nasce un disegno animato, regia di Damiano Damiani (cortometraggio)
- Fuglefængere På Færøerne (1951)
- How To Build An Igloo (1949)
- Jeannot L'intrépide (1950)
- Kermesse Fantastique (1951)
- Learning To Dive: Diving From The Springboard
- Nature's Half Acre (1951)
- Njena Lutka Crvenkapa (1951)
- Our Club Scrapebook, No. 2
- Our Club Scrapebook, No. 5
- Spotty: Story Of A Fawn (1950)
- Sul fiume dei leopardi,  regia di Giorgio Moser
- Survival In The Aleutians (1951)
- The Case Of The Missing Scene (1951)
- The Little Red Hen (1950)
- The Littlest Angel
- The Magic Marble (1950)
- The Marble Returns (1950)
- Trek To Mashomba
- Una favola vera, regia di Mariano Marchi e Mario Mariani (cortometraggio)
- Un piccolo uomo, regia di Mario Padovini (cortometraggio)

## Omaggio a Louis Jouvet
- La kermesse eroica (La Kermesse héroïque) (1935), regia di Jacques Feyder

## Omaggio a Robert Flaherty
- Elephant Boy (1937)
- Louisiana Story (1948)
- Man Of Aran (1932-1934)
- Nanook Of The North

## Personale di René Clair
- A me la libertà! (À nous la liberté) (1931), regia di René Clair